# Abdij van Nonnenmielen
De Abdij van Nonnenmielen (ook wel gespeld als Nonnen-Mielen en Nonnemielen) was een benedictinessenabdij die zich bevond te Metsteren, en waarvan nog tal van overblijfselen aanwezig zijn.

## Geschiedenis
Deze abdij werd gesticht in de 12e eeuw als Sint-Katelijneklooster (Conventus Sancte Catherine of het Sint-Catharinaklooster van Sint-Truiden). Het bevond zich juist buiten de stadsomwalling van Sint-Truiden, op de plaats van het huidige station. In 1193 werd de Sint-Catharinakerk van het klooster ingewijd. Deze werd in de 18e eeuw afgebroken.
In 1231 verhuisden de zusters naar Metsteren, waar ze een uitgebreid complex bouwden, dat in 1543 tot abdij werd verheven. Het goed bevond zich op een omgracht perceel, met in het westen de Melsterbeek. In de 18e eeuw was het klooster een L-vormig gebouwencomplex, waarin zich ook een gasthuis en een kerk bevond. Daarnaast bezat de abdij drie hoeven, waarvan er nog één bewaard is gebleven. Daarnaast bezat ze een watermolen op de Melsterbeek: de Metsterenmolen. De abdij werd in 1796 opgeheven en haar bezittingen publiekelijk verkocht.

## Kasteel Nonnenmielen

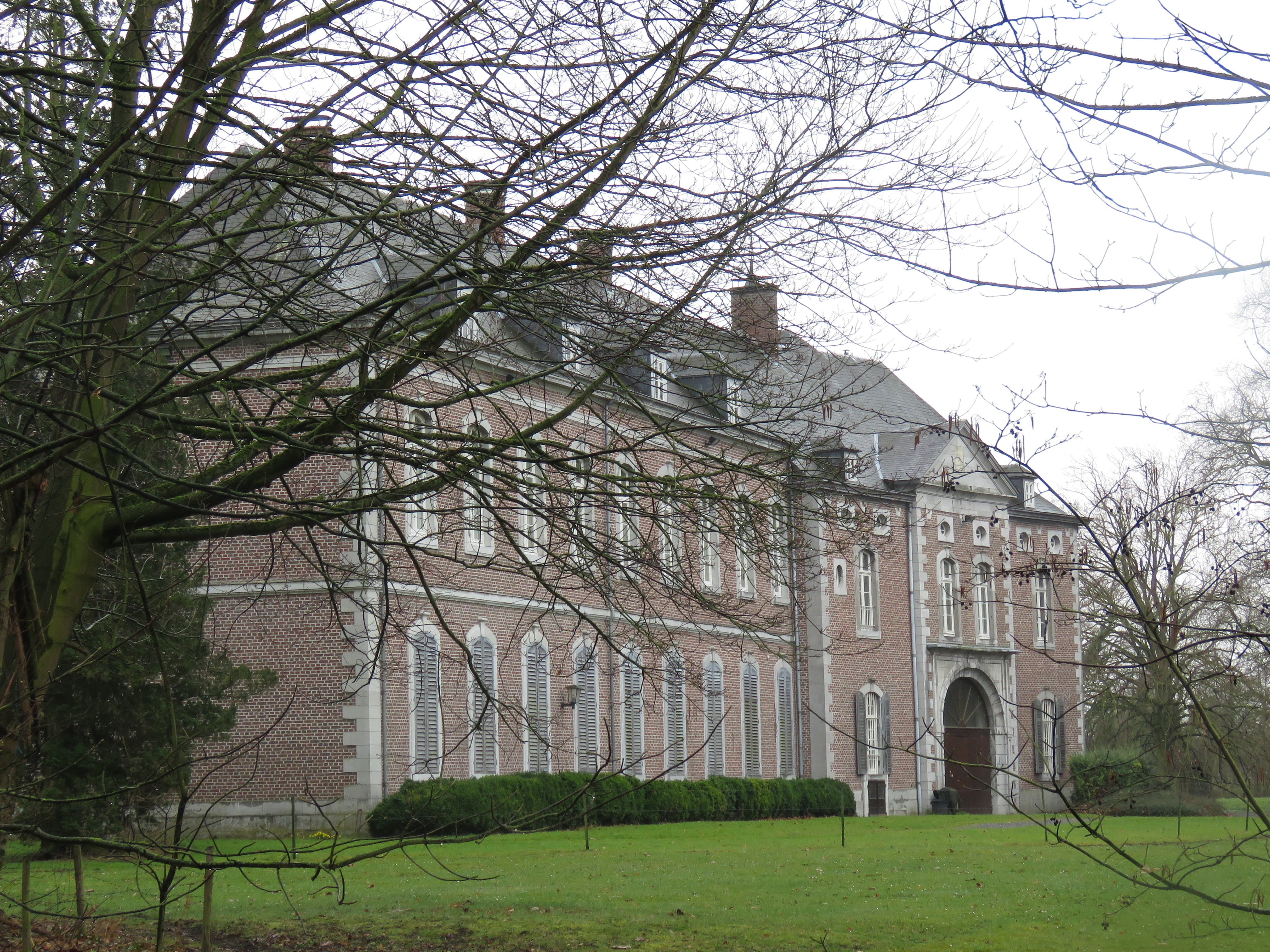
Kasteel van Nonnenmielen

Op de plaats van de abdij bevindt zich tegenwoordig een kasteel in neoclassicistische stijl. Het huidige adres is Metsterenweg 133-135. Het dateert deels uit de 2e helft van de 18e eeuw (poortgebouw met toren), en werd omstreeks 1862 uitgebreid tot de huidige vorm. Ook is er een wagenhuis. Het geheel is omringd door een park, en een gekasseide dreef voert erheen.

## Boerderij

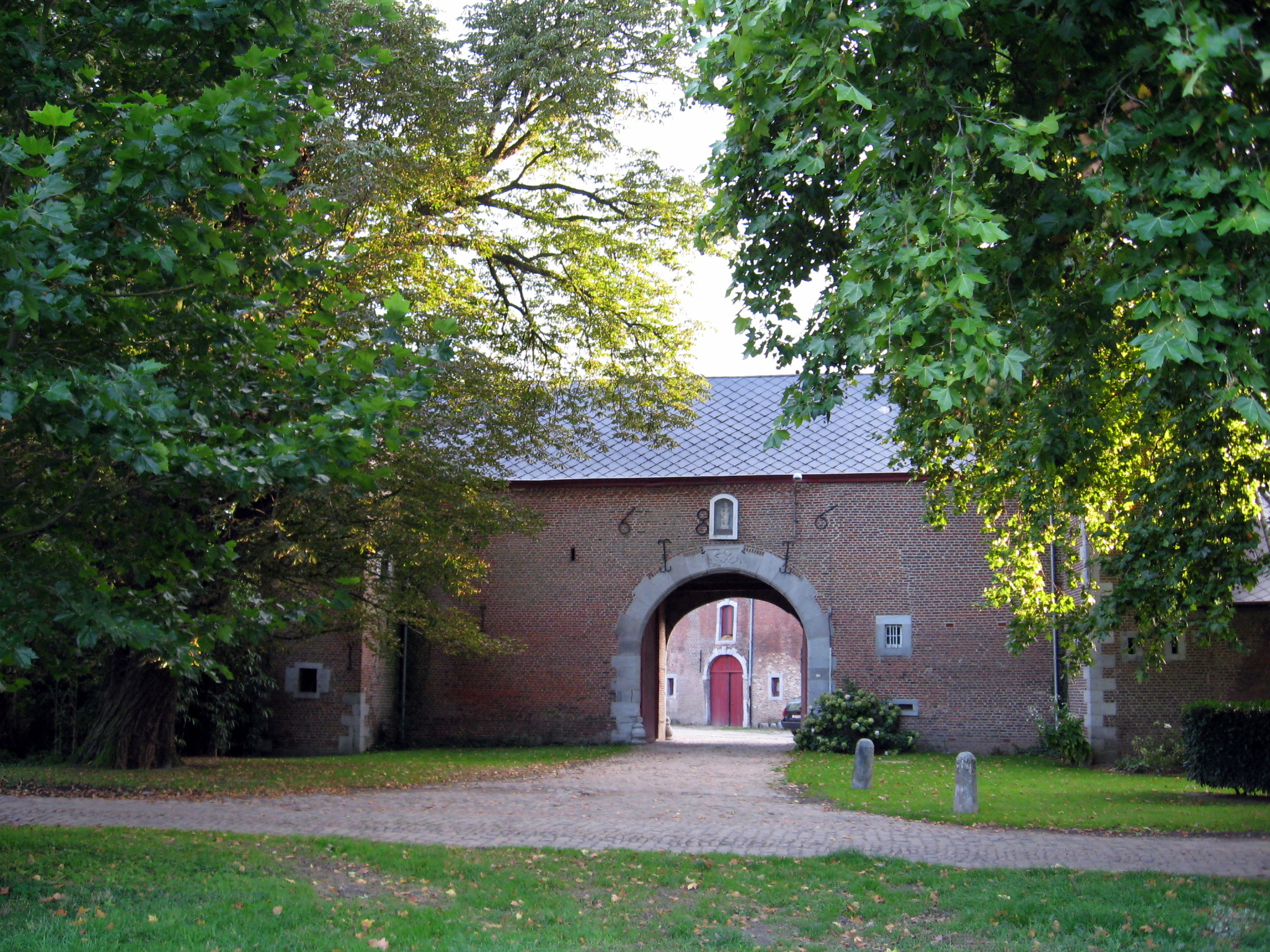
Poortgebouw abdijboerderij Nonnemielen

Deze, aan Metsterenweg 131 gelegen hoeve maakte oorspronkelijk deel uit van de bezittingen der abdij. Het oudste deel stamt uit de 2e helft van de 17e eeuw, getuige het jaartal 1686. Het is een langgerekt, U-vormig complex Er is een poortgebouw dat door twee torentjes wordt geflankeerd. De monumentale gebouwen bevatten een wapenschild van abdis Mechtildis d'Eynatten de Thys (1678-1719).
Eén der vleugels werd in de 18e eeuw aangepast. Uit die tijd zijn ook de stallen en de dwarsschuur. Verder is er een duiventil. In de oostgevel vindt men een fronton met de wapenschilden van Anne de Fraipont de Tilff en Louise de Bormans de Hasselbroeck uit respectievelijk 1755 en 1785.